# Liste du patrimoine culturel immatériel de l'humanité au Monténégro
Cet article recense les pratiques inscrites au patrimoine culturel immatériel au Monténégro.

## Statistiques
Le Monténégro ratifie la convention pour la sauvegarde du patrimoine culturel immatériel le 14 septembre 2009. La première pratique protégée est inscrite en 2021.
En 2021, le Monténégro compte 1 élément inscrit au patrimoine culturel immatériel, sur la liste représentative.

## Listes

### Liste représentative
L'élément suivant est inscrit sur la liste représentative du patrimoine culturel immatériel de l'humanité :
| Élément | Type                                                                                                 | Subdivision               | Année | Lien  | Notes | Illus. |
| --- | --- | ------------------------- | ----- | ----- | ----- | ------ |
| Le patrimoine culturel de la Marine (hr) des Bouches de Kotor, représentation festive d’une mémoire et d'une identité culturelle | arts du spectacle pratiques sociales, rituels et événements festifs traditions et expressions orales | Herceg Novi, Kotor, Tivat | 2021  | 01727 |       |        |

### Patrimoine immatériel nécessitant une sauvegarde urgente
Le Monténégro ne compte aucun élément listé sur la liste du patrimoine immatériel nécessitant une sauvegarde urgente.

### Registre des meilleures pratiques de sauvegarde
Le Monténégro ne compte aucune pratique listée au registre des meilleures pratiques de sauvegarde.